# 米里奈
米里奈（法語：Murinais，法語發音：[myʁinɛ]）是法国伊泽尔省的一个市镇，属于格勒诺布尔区。

## 地理
米里奈（45°12'47"N, 5°18'54"E）面积8.22 平方千米，位于法国奥弗涅-罗讷-阿尔卑斯大区伊泽尔省，该省份为法国东南部内陆省份，北起顺时针与安省、萨瓦省、上阿尔卑斯省、德龙省、阿尔代什省、卢瓦尔省和罗讷省。
与米里奈接壤的市镇（或旧市镇、城区）包括：圣韦朗、瓦拉雪、舍夫里耶尔、鲁瓦邦。

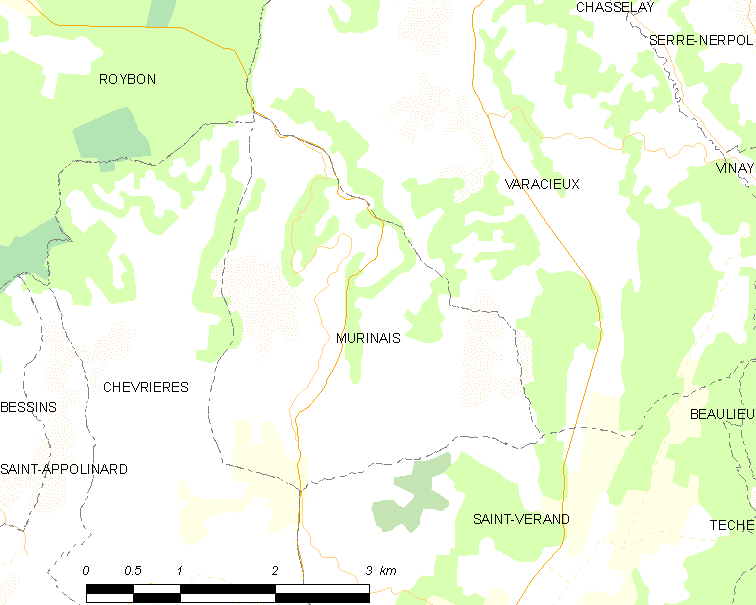
米里奈的OSM定位图

米里奈的时区为UTC+01:00、UTC+02:00（夏令时）。

## 行政
米里奈的邮政编码为38160，INSEE市镇编码为38272。

## 政治
米里奈所属的省级选区为南格雷西沃当县。

## 人口

1962-2008年间米里奈人口变化图示

米里奈于2022年1月1日时的人口数量为408人。